# Rhydycroesau
 (août 2024).
Rhydycroesau est une localité sur la frontière entre l'Angleterre et le pays de Galles faisant partie du village de Llansilin.